# Sigilmassasaurus brevicollis
Sigilmassasaurus brevicollis es la única especie conocida del género extinto  Sigilmassasaurus  (“lagarto de Sijilmassa”) de dinosaurio saurisquio espinosáuridos, que vivió a mediados del período Cretácico, hace aproximadamente 96 millones de años, durante el Cenomaniense, de los que es hoy África.
Fue encontrado en el oasis Tafilalt, Región de Kem Kem, Marruecos, donde antiguamente se asentara la poderosa ciudad de Sijilmassa, hoy en ruinas. Dale Russell lo llamó Sigilmassasaurus en 1996, por esta ciudad. Una sola especie fue nombrada, S. brevicollis debido a que el cuello de las vértebra encontrada es muy corto. Russell también nombra una posible segunda especie de Sigilmassasaurus, pero todavía no ha sido descrita debido a la naturaleza incompleta de los restos. Sigilmassasaurus fue un gran terópodo que pesaba posiblemente más que una tonelada. Un estudio en 2020 sugiere que S. brevicollis es un sinónimo más moderno de Spinosaurus .

## Descripción
Sigilmassasaurus es un terópodo gigante. Algunos ejemplares proceden de individuos muy grandes. La vértebra CMN 41772 tiene una longitud de 162 milímetros, lo que indica una longitud corporal de unos 12 metros. Este tamaño corresponde al tamaño de Carcharodontosaurus extrapolado del cráneo. A Sereno le resultó más fácil asumir que solo un terópodo gigante estaba presente en la formación. Sin embargo, James Orville Farlow declaró en 2002 que el Kem Kem estaba caracterizado por una abundancia de grandes terópodos, además de Sigilmassasaurus y Carcharodontosaurus, Spinosaurus , Deltadromeus y Bahariasaurus. Pequeñas diferencias en el tamaño y la forma de la cabeza permitirían una distribución de nichos.
El género se distingue por la posesión de hipófisis agrandadas, protuberancias inferiores en la parte posterior del cuerpo vertebral, al menos en la décima, vértebra cervicodorsal, cervical, y el hecho de que esas vértebras están muy ensanchadas. Una vez y media más anchas que alta. Russell afirmó que esto era cierto para todo el cuello, que todas las vértebras cervicales eran cortas y que todas compartirían la forma de cuña distintiva de la vértebra cervicodorsal, manteniendo así el cuello en una extraña forma de S extrema. De hecho, esta vértebra tiene estas características porque forma la transición a la columna.
El espécimen CMN 41629 se distingue de las vértebras del material de la especie tipo por un cuerpo vertebral más estrecho y menos curvado. Un pleurocoelo más grande, depresión neumática lateral, con la pared lateral plana del cuerpo vertebral formando el borde superior; parapófisis más lateral, articulaciones de las costillas inferiores y una hipófisis más estrecha. Russell también sugirió que el CMN 41862 estaba más estrecho y tenía una abertura posterior más grande del canal espinal, pero eso probablemente sea irrelevante ya que es material de iguanodontia.
El estudio de McFeeters de 2013 descubrió una característica única adicional: el arco vertebral no tiene crestas longitudinales en la parte superior y frontal, por lo que la apófisis espinosa se conecta directamente al techo del canal espinal.

## Descubrimiento e investigación

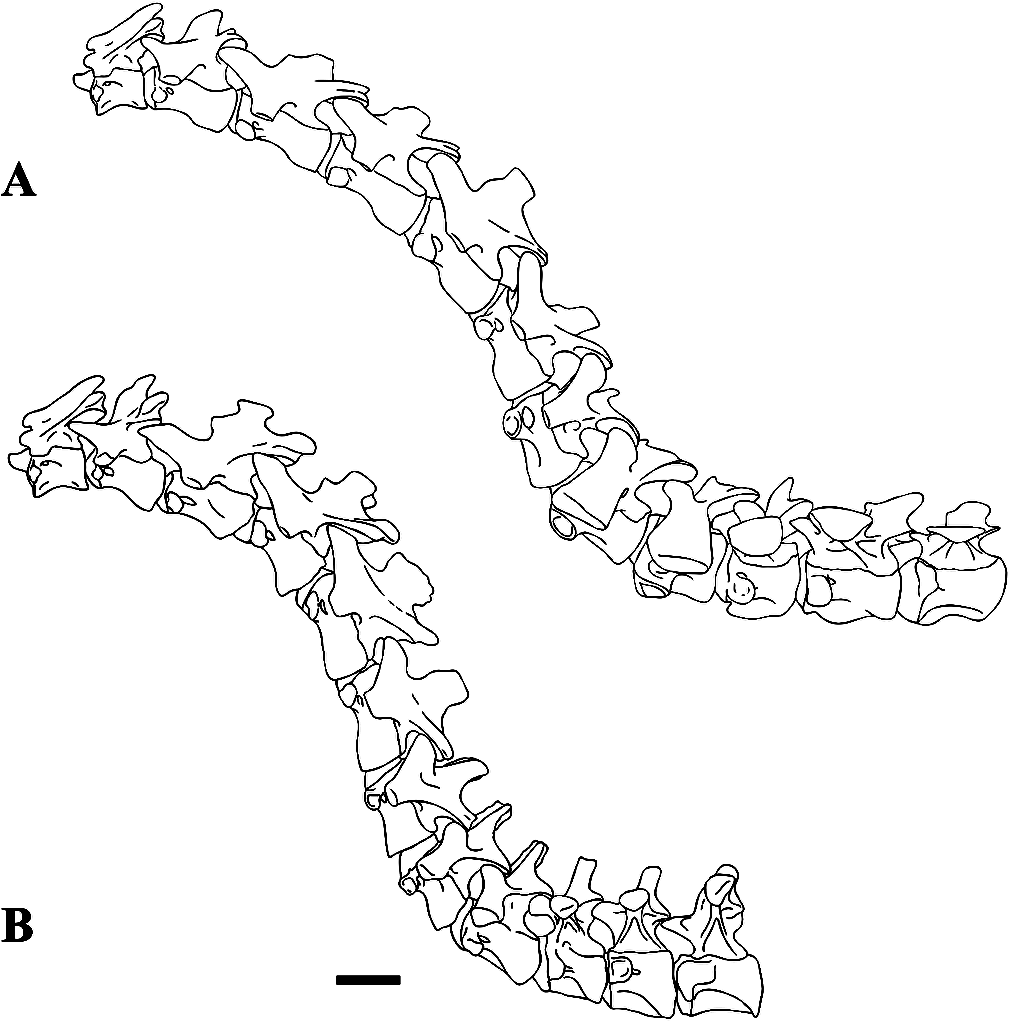
Reconstrucciones del cuello de Sigilmassasaurus (arriba) y Baryonyx.

Los fósiles de este dinosaurio se recuperaron en la Formación Kem Kem en la región del Oasis de Tafilalt en Marruecos, cerca del sitio de la antigua ciudad de Sijilmassa, por la que recibió su nombre. El paleontólogo canadiense Dale Russell nombró Sigilmassasaurus en 1996, por la antigua ciudad y de la palabra griega sauros, "lagarto". Se nombró una sola especie , S. brevicollis, que se deriva del latín brevis, "corto" y collum, "cuello", porque las vértebras del cuello son muy cortos de adelante hacia atrás. Sigilmassasaurus proviene del sedimentos al sur de Marruecos, que han sido nombrados de distinta manera, incluyendo Grés rouges infracénomaniens, Camas rojas Continentales, camas bajas de Kem Kem. Estas rocas están fechadas en el Cenomaniense, la primera edad faunística del Cretácico Superior, de hace 100 a 94 millones de años atrás.
El holotipo de S. brevicollis,  CMN 41857, es una única vértebra posterior del cuello, a las que Russell refirió por lo menos quince más, provenientes de la misma localidad. Otro material había sido hallado en Egipto y es conocido como "Spinosaurus B". Russell en 1996 consideró que este espécimen egipcio, IPHG 1922 X45, pertenecía a Sigilmassasaurus o un animal estrechamente relacionado, y lo nombró Sigilmassasaurus sp. Un segundo Sigilmassasaurus sp. fue por él basado en el espécimen CMN 41629, una vértebra dorsal anterior. "Spinosaurus B" sería de construcción intermedia entre este último Sigilmassasaurus sp. y S. brevicollis. Russell creó la familia Sigilmassasauridae para estos animales. Las vértebras del cuello de estos dinosaurios son más anchas de lado a lado, aproximadamente un 50%, que largas de adelante hacia atrás. Se desconoce si el cuello en su conjunto era particularmente corto, la vértebra del holotipo es una cervicodorsal, de la transición entre el cuello y la espalda, que de todos modos no sería larga. La posición exacta de Sigilmassasaurus dentro del árbol genealógico de los terópodos se desconoce, pero pertenece en algún lugar dentro del subgrupo de terópodos conocido como Tetanurae y muy probablemente era un miembro de la familia Spinosauridae.

### Disputa sobre su validez
Algunos científicos no creen que Sigilmassasaurus sea un género válido. En 1996, Paul Sereno y colegas escribieron un cráneo de Carcharodontosaurus, SGM-Din-1, de Marruecos, y una vértebra del cuello, SGM-Din-3, que recuerda a la de "Spinosaurus B," que fue sinonimizado con Carcharodontosaurus. En un trabajo posterior colocaron a Sigilmassasaurus como sinónimo más moderno de Carcharodontosaurus. Sin embargo recientemente, se ha revelado que SGM-Din-3, que había sido usada para sinonimizar a Carcharodontosaurus y "Spinosaurus B" no se encuentra asociado a SGM-Din-1, la cabeza de Carcharodontosaurus descrita en 1996, y muestra claras diferencias con el holotipo de Carcharodontosaurus. Otras particularidades de "Spinosaurus B" son claramente diferentes a Carcharodontosaurus, lo que da sustento a que pertenecen a géneros separados y por lo tanto también a que Sigilmassasaurus es un taxón separado.
El mismo estudio afirmó que las vértebras de la cola asignadas por Russell a esta especie eran realidad eran las de un iguanodontiano. Un estudio publicado en 2013 indicó que Sigilmassasaurus es un género válido, aunque sigue siendo un miembro indeterminado de Tetanurae.
De acuerdo con el análisis de Ibrahim et al. de 2014, los especímenes de Sigilmassasaurus fueron referidos a Spinosaurus aegyptiacus junto con "Spinosaurus B" mientras que el neotipo y Spinosaurus maroccanus fueron considerados como dudosos, siguiendo las conclusiones de otros artículos. En una redescripción de 2015 del material de Sigilmassasaurus, este fue considerado como un género válido, y perteneciente a Spinosauridae. Spinosaurus maroccanus fue propuesto como un sinónimo más moderno de Sigilmassaurus  y rechazó la propuesta de un neotipo Spinosaurus aegyptiacus.
Un estudio realizado por Thomas Arden y colaboradores en 2018 concluyó que Sigilmassasaurus era un género válido y que forma una tribu con Spinosaurus denominada Spinosaurini. El mayor espécimen de Spinosaurus cf. aegyptiacus, MSNM V4047, fue asignado tentativamente a S. brevicollis. Basándose en sus vértebras, los investigadores sugirieron que Sigilmassasaurus puede haber llegado a ser más grande que Spinosaurus. Sin embargo, ante la ausencia de material fósil asociado, resulta difícil asegurar que restos corresponden a cada género.
Un estudio de 2020 realizado por el paleontólogo británico Symth y sus colegas sugirió que Sigilmassasaurus, junto con el género brasileño Oxalaia, son sinónimos de Spinosaurus. De corroborarse en estudios posterior, la distribución geográfica de Spinosaurus ampliarían su rango, lo que respaldaría aún más la teoría de los intercambios faunísticos entre África y América del Sur durante el Cretácico.
Un estudio de 2021 realizado por Bradley McFeeters de la Universidad de Carleton arrojo más luz sobre la existencia de un segundo espinosáurido en el norte de África. El estudio concluyó que, aunque limitados, los nuevos datos podrían respaldar la controvertida hipótesis de que dos taxones de espinosáuridos están representados en el Grupo Kem Kem. Este estudio se centró en una vértebra cervical media inusual que pertenece a un gran espinosáurido del grupo cenomaniano Kem Kem de Marruecos.
Se compara con la morfología característica de cada posición cervical reconstruida en Spinosaurus aegyptiacus, con base en una reconstrucción compuesta reciente que incorpora la mayor parte del material referido anteriormente de esta unidad. En lugar de ajustarse a cualquiera de las posiciones cervicales previamente identificadas en su morfología, la muestra muestra una combinación única de caracteres cervicales medios, con el centro relativamente compacto sugiriendo una posición como C4, y la forma de las láminas del arco neural sugiriendo una posición como C5 o C6. Además, muestra dos caracteres que eran previamente desconocidos en las cervicales medias espinosáuridas del Grupo Kem Kem, una tuberosidad hipopofisaria redondeada que no es continua con una quilla ventral, y una epipófisis de orientación dorsal moderadamente desarrollada que no sobresale de la poscigapófisis posteriormente.

## Clasificación
Russell colocó a Sigilmassasaurus en su propia familia, Sigilmassasauridae, de la cual sería el único miembro conocido. A menudo, la especie se colocó posteriormente en Carcharodontosauridae, pero McFeeters argumentó que la especie no solo no compartía características inferidas con Carcharodontosaurus , sino que tampoco compartía con los carcarodontosáuridos, una indicación adicional de que los géneros no son idénticos. Actualmente la posición exacta de Sigilmassasaurus dentro del árbol genealógico de los terópodos se desconoce, pero pertenece en algún lugar dentro del subgrupo de terópodos conocido como Tetanurae y muy probablemente era un miembro de la familia Spinosauridae.

### Filogenia
A continuación se muestra un cladograma basado en el análisis de Arden y sus colegas.

|  | Baryonyx walkeri      |
|  |                       |
|  | Suchomimus tenerensis |
|  |                       |

|              | Irritator challengeri |
|              | |
|              | Oxalaia quilombensis |
|              | |
| Spinosaurini | \| \| taxón de Gara Samani \| \| \| \| \| \| Sigilmassasaurus brevicollis \| \| \| \| \| \| Spinosaurus aegyptiacus \| \| \| \| |
|              | \| \| taxón de Gara Samani \| \| \| \| \| \| Sigilmassasaurus brevicollis \| \| \| \| \| \| Spinosaurus aegyptiacus \| \| \| \| |
|              | taxón de Gara Samani |
|              | |
|              | Sigilmassasaurus brevicollis |
|              | |
|              | Spinosaurus aegyptiacus |
|              | |

|  | taxón de Gara Samani         |
|  |                              |
|  | Sigilmassasaurus brevicollis |
|  |                              |
|  | Spinosaurus aegyptiacus      |
|  |                              |

|              | Irritator challengeri |
|              | |
|              | Oxalaia quilombensis |
|              | |
| Spinosaurini | \| \| taxón de Gara Samani \| \| \| \| \| \| Sigilmassasaurus brevicollis \| \| \| \| \| \| Spinosaurus aegyptiacus \| \| \| \| |
|              | \| \| taxón de Gara Samani \| \| \| \| \| \| Sigilmassasaurus brevicollis \| \| \| \| \| \| Spinosaurus aegyptiacus \| \| \| \| |
|              | taxón de Gara Samani |
|              | |
|              | Sigilmassasaurus brevicollis |
|              | |
|              | Spinosaurus aegyptiacus |
|              | |

|  | taxón de Gara Samani         |
|  |                              |
|  | Sigilmassasaurus brevicollis |
|  |                              |
|  | Spinosaurus aegyptiacus      |
|  |                              |

|              | Irritator challengeri |
|              | |
|              | Oxalaia quilombensis |
|              | |
| Spinosaurini | \| \| taxón de Gara Samani \| \| \| \| \| \| Sigilmassasaurus brevicollis \| \| \| \| \| \| Spinosaurus aegyptiacus \| \| \| \| |
|              | \| \| taxón de Gara Samani \| \| \| \| \| \| Sigilmassasaurus brevicollis \| \| \| \| \| \| Spinosaurus aegyptiacus \| \| \| \| |
|              | taxón de Gara Samani |
|              | |
|              | Sigilmassasaurus brevicollis |
|              | |
|              | Spinosaurus aegyptiacus |
|              | |

|  | taxón de Gara Samani         |
|  |                              |
|  | Sigilmassasaurus brevicollis |
|  |                              |
|  | Spinosaurus aegyptiacus      |
|  |                              |

|              | Irritator challengeri |
|              | |
|              | Oxalaia quilombensis |
|              | |
| Spinosaurini | \| \| taxón de Gara Samani \| \| \| \| \| \| Sigilmassasaurus brevicollis \| \| \| \| \| \| Spinosaurus aegyptiacus \| \| \| \| |
|              | \| \| taxón de Gara Samani \| \| \| \| \| \| Sigilmassasaurus brevicollis \| \| \| \| \| \| Spinosaurus aegyptiacus \| \| \| \| |
|              | taxón de Gara Samani |
|              | |
|              | Sigilmassasaurus brevicollis |
|              | |
|              | Spinosaurus aegyptiacus |
|              | |

|  | taxón de Gara Samani         |
|  |                              |
|  | Sigilmassasaurus brevicollis |
|  |                              |
|  | Spinosaurus aegyptiacus      |
|  |                              |

|              | Irritator challengeri |
|              | |
|              | Oxalaia quilombensis |
|              | |
| Spinosaurini | \| \| taxón de Gara Samani \| \| \| \| \| \| Sigilmassasaurus brevicollis \| \| \| \| \| \| Spinosaurus aegyptiacus \| \| \| \| |
|              | \| \| taxón de Gara Samani \| \| \| \| \| \| Sigilmassasaurus brevicollis \| \| \| \| \| \| Spinosaurus aegyptiacus \| \| \| \| |
|              | taxón de Gara Samani |
|              | |
|              | Sigilmassasaurus brevicollis |
|              | |
|              | Spinosaurus aegyptiacus |
|              | |

|  | taxón de Gara Samani         |
|  |                              |
|  | Sigilmassasaurus brevicollis |
|  |                              |
|  | Spinosaurus aegyptiacus      |
|  |                              |

|              | Irritator challengeri |
|              | |
|              | Oxalaia quilombensis |
|              | |
| Spinosaurini | \| \| taxón de Gara Samani \| \| \| \| \| \| Sigilmassasaurus brevicollis \| \| \| \| \| \| Spinosaurus aegyptiacus \| \| \| \| |
|              | \| \| taxón de Gara Samani \| \| \| \| \| \| Sigilmassasaurus brevicollis \| \| \| \| \| \| Spinosaurus aegyptiacus \| \| \| \| |
|              | taxón de Gara Samani |
|              | |
|              | Sigilmassasaurus brevicollis |
|              | |
|              | Spinosaurus aegyptiacus |
|              | |

|  | taxón de Gara Samani         |
|  |                              |
|  | Sigilmassasaurus brevicollis |
|  |                              |
|  | Spinosaurus aegyptiacus      |
|  |                              |

|              | Irritator challengeri |
|              | |
|              | Oxalaia quilombensis |
|              | |
| Spinosaurini | \| \| taxón de Gara Samani \| \| \| \| \| \| Sigilmassasaurus brevicollis \| \| \| \| \| \| Spinosaurus aegyptiacus \| \| \| \| |
|              | \| \| taxón de Gara Samani \| \| \| \| \| \| Sigilmassasaurus brevicollis \| \| \| \| \| \| Spinosaurus aegyptiacus \| \| \| \| |
|              | taxón de Gara Samani |
|              | |
|              | Sigilmassasaurus brevicollis |
|              | |
|              | Spinosaurus aegyptiacus |
|              | |

|  | taxón de Gara Samani         |
|  |                              |
|  | Sigilmassasaurus brevicollis |
|  |                              |
|  | Spinosaurus aegyptiacus      |
|  |                              |

|              | Irritator challengeri |
|              | |
|              | Oxalaia quilombensis |
|              | |
| Spinosaurini | \| \| taxón de Gara Samani \| \| \| \| \| \| Sigilmassasaurus brevicollis \| \| \| \| \| \| Spinosaurus aegyptiacus \| \| \| \| |
|              | \| \| taxón de Gara Samani \| \| \| \| \| \| Sigilmassasaurus brevicollis \| \| \| \| \| \| Spinosaurus aegyptiacus \| \| \| \| |
|              | taxón de Gara Samani |
|              | |
|              | Sigilmassasaurus brevicollis |
|              | |
|              | Spinosaurus aegyptiacus |
|              | |

|  | taxón de Gara Samani         |
|  |                              |
|  | Sigilmassasaurus brevicollis |
|  |                              |
|  | Spinosaurus aegyptiacus      |
|  |                              |

|  | Baryonyx walkeri      |
|  |                       |
|  | Suchomimus tenerensis |
|  |                       |

|              | Irritator challengeri |
|              | |
|              | Oxalaia quilombensis |
|              | |
| Spinosaurini | \| \| taxón de Gara Samani \| \| \| \| \| \| Sigilmassasaurus brevicollis \| \| \| \| \| \| Spinosaurus aegyptiacus \| \| \| \| |
|              | \| \| taxón de Gara Samani \| \| \| \| \| \| Sigilmassasaurus brevicollis \| \| \| \| \| \| Spinosaurus aegyptiacus \| \| \| \| |
|              | taxón de Gara Samani |
|              | |
|              | Sigilmassasaurus brevicollis |
|              | |
|              | Spinosaurus aegyptiacus |
|              | |

|  | taxón de Gara Samani         |
|  |                              |
|  | Sigilmassasaurus brevicollis |
|  |                              |
|  | Spinosaurus aegyptiacus      |
|  |                              |

|              | Irritator challengeri |
|              | |
|              | Oxalaia quilombensis |
|              | |
| Spinosaurini | \| \| taxón de Gara Samani \| \| \| \| \| \| Sigilmassasaurus brevicollis \| \| \| \| \| \| Spinosaurus aegyptiacus \| \| \| \| |
|              | \| \| taxón de Gara Samani \| \| \| \| \| \| Sigilmassasaurus brevicollis \| \| \| \| \| \| Spinosaurus aegyptiacus \| \| \| \| |
|              | taxón de Gara Samani |
|              | |
|              | Sigilmassasaurus brevicollis |
|              | |
|              | Spinosaurus aegyptiacus |
|              | |

|  | taxón de Gara Samani         |
|  |                              |
|  | Sigilmassasaurus brevicollis |
|  |                              |
|  | Spinosaurus aegyptiacus      |
|  |                              |

|              | Irritator challengeri |
|              | |
|              | Oxalaia quilombensis |
|              | |
| Spinosaurini | \| \| taxón de Gara Samani \| \| \| \| \| \| Sigilmassasaurus brevicollis \| \| \| \| \| \| Spinosaurus aegyptiacus \| \| \| \| |
|              | \| \| taxón de Gara Samani \| \| \| \| \| \| Sigilmassasaurus brevicollis \| \| \| \| \| \| Spinosaurus aegyptiacus \| \| \| \| |
|              | taxón de Gara Samani |
|              | |
|              | Sigilmassasaurus brevicollis |
|              | |
|              | Spinosaurus aegyptiacus |
|              | |

|  | taxón de Gara Samani         |
|  |                              |
|  | Sigilmassasaurus brevicollis |
|  |                              |
|  | Spinosaurus aegyptiacus      |
|  |                              |

|              | Irritator challengeri |
|              | |
|              | Oxalaia quilombensis |
|              | |
| Spinosaurini | \| \| taxón de Gara Samani \| \| \| \| \| \| Sigilmassasaurus brevicollis \| \| \| \| \| \| Spinosaurus aegyptiacus \| \| \| \| |
|              | \| \| taxón de Gara Samani \| \| \| \| \| \| Sigilmassasaurus brevicollis \| \| \| \| \| \| Spinosaurus aegyptiacus \| \| \| \| |
|              | taxón de Gara Samani |
|              | |
|              | Sigilmassasaurus brevicollis |
|              | |
|              | Spinosaurus aegyptiacus |
|              | |

|  | taxón de Gara Samani         |
|  |                              |
|  | Sigilmassasaurus brevicollis |
|  |                              |
|  | Spinosaurus aegyptiacus      |
|  |                              |

|              | Irritator challengeri |
|              | |
|              | Oxalaia quilombensis |
|              | |
| Spinosaurini | \| \| taxón de Gara Samani \| \| \| \| \| \| Sigilmassasaurus brevicollis \| \| \| \| \| \| Spinosaurus aegyptiacus \| \| \| \| |
|              | \| \| taxón de Gara Samani \| \| \| \| \| \| Sigilmassasaurus brevicollis \| \| \| \| \| \| Spinosaurus aegyptiacus \| \| \| \| |
|              | taxón de Gara Samani |
|              | |
|              | Sigilmassasaurus brevicollis |
|              | |
|              | Spinosaurus aegyptiacus |
|              | |

|  | taxón de Gara Samani         |
|  |                              |
|  | Sigilmassasaurus brevicollis |
|  |                              |
|  | Spinosaurus aegyptiacus      |
|  |                              |

|              | Irritator challengeri |
|              | |
|              | Oxalaia quilombensis |
|              | |
| Spinosaurini | \| \| taxón de Gara Samani \| \| \| \| \| \| Sigilmassasaurus brevicollis \| \| \| \| \| \| Spinosaurus aegyptiacus \| \| \| \| |
|              | \| \| taxón de Gara Samani \| \| \| \| \| \| Sigilmassasaurus brevicollis \| \| \| \| \| \| Spinosaurus aegyptiacus \| \| \| \| |
|              | taxón de Gara Samani |
|              | |
|              | Sigilmassasaurus brevicollis |
|              | |
|              | Spinosaurus aegyptiacus |
|              | |

|  | taxón de Gara Samani         |
|  |                              |
|  | Sigilmassasaurus brevicollis |
|  |                              |
|  | Spinosaurus aegyptiacus      |
|  |                              |

|              | Irritator challengeri |
|              | |
|              | Oxalaia quilombensis |
|              | |
| Spinosaurini | \| \| taxón de Gara Samani \| \| \| \| \| \| Sigilmassasaurus brevicollis \| \| \| \| \| \| Spinosaurus aegyptiacus \| \| \| \| |
|              | \| \| taxón de Gara Samani \| \| \| \| \| \| Sigilmassasaurus brevicollis \| \| \| \| \| \| Spinosaurus aegyptiacus \| \| \| \| |
|              | taxón de Gara Samani |
|              | |
|              | Sigilmassasaurus brevicollis |
|              | |
|              | Spinosaurus aegyptiacus |
|              | |

|  | taxón de Gara Samani         |
|  |                              |
|  | Sigilmassasaurus brevicollis |
|  |                              |
|  | Spinosaurus aegyptiacus      |
|  |                              |

|              | Irritator challengeri |
|              | |
|              | Oxalaia quilombensis |
|              | |
| Spinosaurini | \| \| taxón de Gara Samani \| \| \| \| \| \| Sigilmassasaurus brevicollis \| \| \| \| \| \| Spinosaurus aegyptiacus \| \| \| \| |
|              | \| \| taxón de Gara Samani \| \| \| \| \| \| Sigilmassasaurus brevicollis \| \| \| \| \| \| Spinosaurus aegyptiacus \| \| \| \| |
|              | taxón de Gara Samani |
|              | |
|              | Sigilmassasaurus brevicollis |
|              | |
|              | Spinosaurus aegyptiacus |
|              | |

|  | taxón de Gara Samani         |
|  |                              |
|  | Sigilmassasaurus brevicollis |
|  |                              |
|  | Spinosaurus aegyptiacus      |
|  |                              |

## Paleobiología
Varios grandes terópodos, todos ellos de más de una tonelada, son conocidos del Cenomaniense del norte de África, de donde nace la pregunta como pudieron coexistir todos juntos. Spinosaurus, el más grande terópodo conocido, fue encontrado en Egipto y Marruecos, al igual que Carcharodontosaurus. Otros dos terópodo más pequeños, Deltadromeus y Bahariasaurus, también fueron encontrados en Marruecos el primero y Egipto el segundo y estando estrechamente emparentados o posiblemente sean sinónimos. Sigilmassasaurus, de Marruecos y "Spinosaurus B", de Egipto, representan un cuarto tipo de predador. Esta situación se asemeja a la Formación Morrison de finales del Jurásico en Norteamérica con alrededor de seis grandes terópodos y varios géneros, más pequeños. Las diferencias de la forma y tamaño de la cabeza y del cuerpo dejan ver que los distintos géneros ocupaban nichos ecológicos distintos en la cadena alimenticia, de igual manera que hoy sucede en la sabana africana.